# 徐岱 (嘉靖進士)
徐岱（1517年—？），字太丘，直隸蘇州府長洲縣人，軍籍，明朝政治人物。

## 生平
嘉靖十九年（1540年）庚子科應天府鄉試第二十五名舉人。嘉靖二十年（1541年）中式辛丑科會試第一百六十四名，登第三甲第八十五名進士。

## 家族
曾祖徐伯順；祖父徐俊；父徐麒。嫡母傅氏；生母章氏。具庆下。